# Palaeomystis
Palaeomystis là một chi bướm đêm thuộc họ Geometridae.